# Casamento religioso

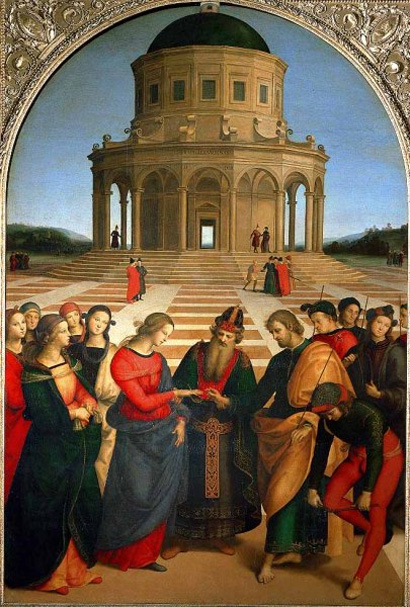
Os desponsórios da Virgem Maria, por Rafael Sanzio, c. 1504. Um exemplo de casamento seguindo os costumes religiosos judaicos da época.

Um casamento religioso ou matrimónio religioso é uma celebração em que se estabelece o vínculo matrimonial segundo as regras de uma determinada religião. Submete-se tão somente às regras da respectiva religião e não depende do seu reconhecimento pelo Estado ou pela lei civil para ser válido no âmbito da religião em questão.

## Matrimónio cristão

### Matrimónio católico
Na Igreja Católica, o casamento é considerado "o pacto matrimonial com o objetivo pelo qual um homem e uma mulher constituem entre si uma íntima comunidade de vida e de amor, fundada e dotada de suas leis próprias pelo Criador. Pela sua natureza, é ordenado ao bem dos cônjuges, como também à geração e educação dos filhos. Entre batizados, foi elevado, por Cristo Senhor, à dignidade de sacramento." (Catecismo da Igreja Católica, n. 1 660).

#### Definição
"O Matrimónio é a união conjugal de um homem e uma mulher, entre pessoas legítimas para formarem uma comunidade indivisa de vida" (confira Catecismo Romano, P.II, cap. 8, n.3). Segundo o Compêndio do Catecismo da Igreja Católica, "Deus, que é amor e criou o homem por amor, chamou-o a amar. Criando o homem e a mulher, chamou-os no Matrimónio a uma íntima comunhão de vida e de amor entre si, assim, eles não são mais dois, mas uma só carne" (Evangelho segundo Mateus, capítulo 19, versículo 60). Ao abençoá-los, Deus disse-lhes: "Sede fecundos e prolíficos" (Gênesis, capítulo 1, versículo 28).
O matrimónio é definido pelo Código de Direito Canónico como sendo "o pacto pelo qual o homem e a mulher constituem entre si o consórcio íntimo de toda a vida, ordenado por sua índole natural ao bem dos cônjuges e à procriação e educação da prole, entre baptizados foi elevado por Cristo nosso Senhor à dignidade de sacramento. Pelo que, entre baptizados não pode haver contrato matrimonial válido que não seja, pelo mesmo facto, sacramento." (cânon 1 055).
É, portanto, um dos sete sacramentos da Igreja, que estabelece uma santa e indissolúvel união entre um homem e uma mulher, e lhes dá a graça de se amarem, multiplicarem e educarem os seus filhos:
...cada homem tenha sua mulher e cada mulher seu marido. Que o marido cumpra seu dever em relação à mulher e igualmente a mulher em relação ao marido. A mulher não dispõe de seu corpo, mas sim o marido. Igualmente o marido não dispõe de seu corpo, mas sim a mulher. Não se recusem um ao outro...— Primeira Epístola aos Coríntios, capítulo 7, versículos 2 a 5.
O vínculo conjugal nasce do pacto conjugal, isto é, tem origem no consentimento. Segundo São Tomás de Aquino a causa do matrimônio é o pacto conjugal; a sua essência é o vínculo e os seus fins são a procriação e educação da prole, a regulação do instinto sexual e a mútua ajuda.
A doutrina da Igreja Católica estipula que o casamento é simultaneamente uma instituição natural e um sacramento.

#### Instituição natural
Deus criou o ser humano varão e mulher, com o encargo de procriar e de se multiplicarem: "Homem e mulher os criou, e Deus abençoou-os dizendo-lhes: Crescei e multiplicai-vos e enchei a Terra" (Gênesis, capítulo 1, versículo 28.). Segundo a Igreja Católica, foi neste momento que Deus instituiu o Matrimónio, e fê-lo - principalmente - para povoar a Terra e para que o homem e a mulher se ajudassem e apoiassem mutuamente: "Não é bom que o homem esteja só; vou dar-lhe uma companheira semelhante a ele" (Gênesis, capítulo 2, versículo 18).

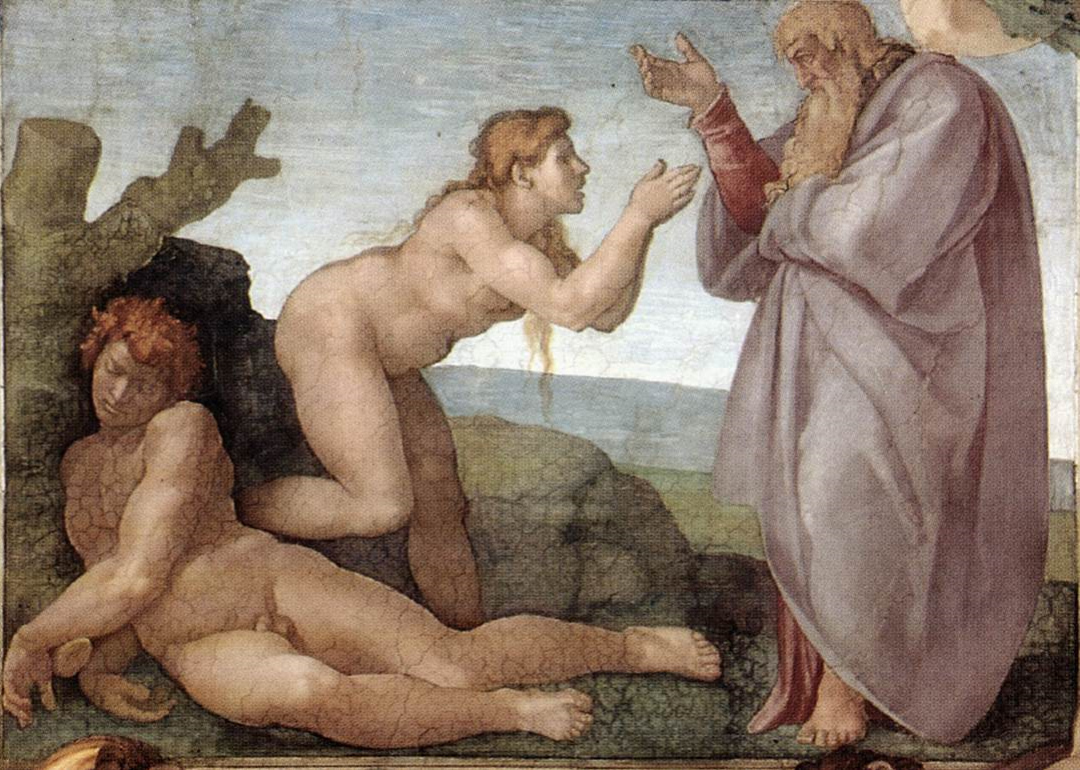
A criação de Eva, por Miguelângelo, na Capela Sistina

A isto, segue-se o Novo Testamento: Jesus Cristo atribuiu ao próprio Deus as palavras que figuram no Gênesis: "Não ouvistes que, no princípio, o Criador os fez varão e mulher? Disse: por isso deixará o homem o pai e a mãe e se unirá à mulher, e serão dois numa só carne." (Evangelho segundo Mateus, capítulo 19, versículos 4 e 5) Com efeito, em Gênesis, capítulo 2, versículo 24, vê-se: "O homem deixará seu pai e sua mãe, e unir-se-á à sua mulher, e serão dois numa só carne". E, ainda, "não separe o homem o que Deus uniu" (Evangelho segundo Mateus, capítulo 19, versículo 6).
Considera, portanto, esta instituição como sendo de "direito natural", isto é inerente à natureza própria do ser humano, e, independente da Revelação divina, é instituição que existe de acordo com a "Lei Natural" que estabelece para ela princípios morais e éticos imutáveis que antecedem à própria instituição do sacramento no tempo.
Resumindo, segundo o Catecismo da Igreja Católica, desde o princípio da humanidade, o Matrimônio é uma instituição natural estabelecida pelo próprio Criador, e que, desde Jesus Cristo, é além disso, para os batizados, um Sacramento.

#### Sacramento
Enquanto Sacramento, muitos teólogos inclinam-se no sentido de que o momento da sua instituição se deu com o comparecimento de Cristo e de Sua Mãe às Bodas de Caná da Galileia (Evangelho segundo João, capítulo 2, versículos 1 a 11). Outros teólogos inclinam-se para o momento em que foi abolida a lei do repúdio (Evangelho segundo Mateus, capítulo 19, versículo 6). Que o Matrimônio entre batizados é sacramento, mostra-o São Paulo de Tarso (Epístola aos Efésios, capítulo 5, versículos 22 a 32): "As mulheres casadas estejam sujeitas a seus maridos como ao Senhor. Porque o marido é a cabeça da mulher, como Cristo é cabeça da Igreja (...) Vós, maridos, amai as vossas mulheres, como Cristo amou a Igreja (Epístola aos Efésios, capítulo 5, versículo 25) ... Por isso deixará o homem o seu pai e a sua mãe, e serão dois numa só carne: grande sacramento é este, mas entendido em Cristo e na Igreja"." São Paulo chama, pois, este sacramento de sacramento magno.
O sacramento não é algo que se acrescenta ao Matrimónio: entre batizados o Matrimônio é sacramento em si e por si, não como algo que se lhe sobreponha, por isto é que todo Matrimónio válido entre batizados é sacramento. Cristo não só restabeleceu a ordenação inicial querida por Deus mas deu também a graça para a vida matrimonial na dignidade sacramental.

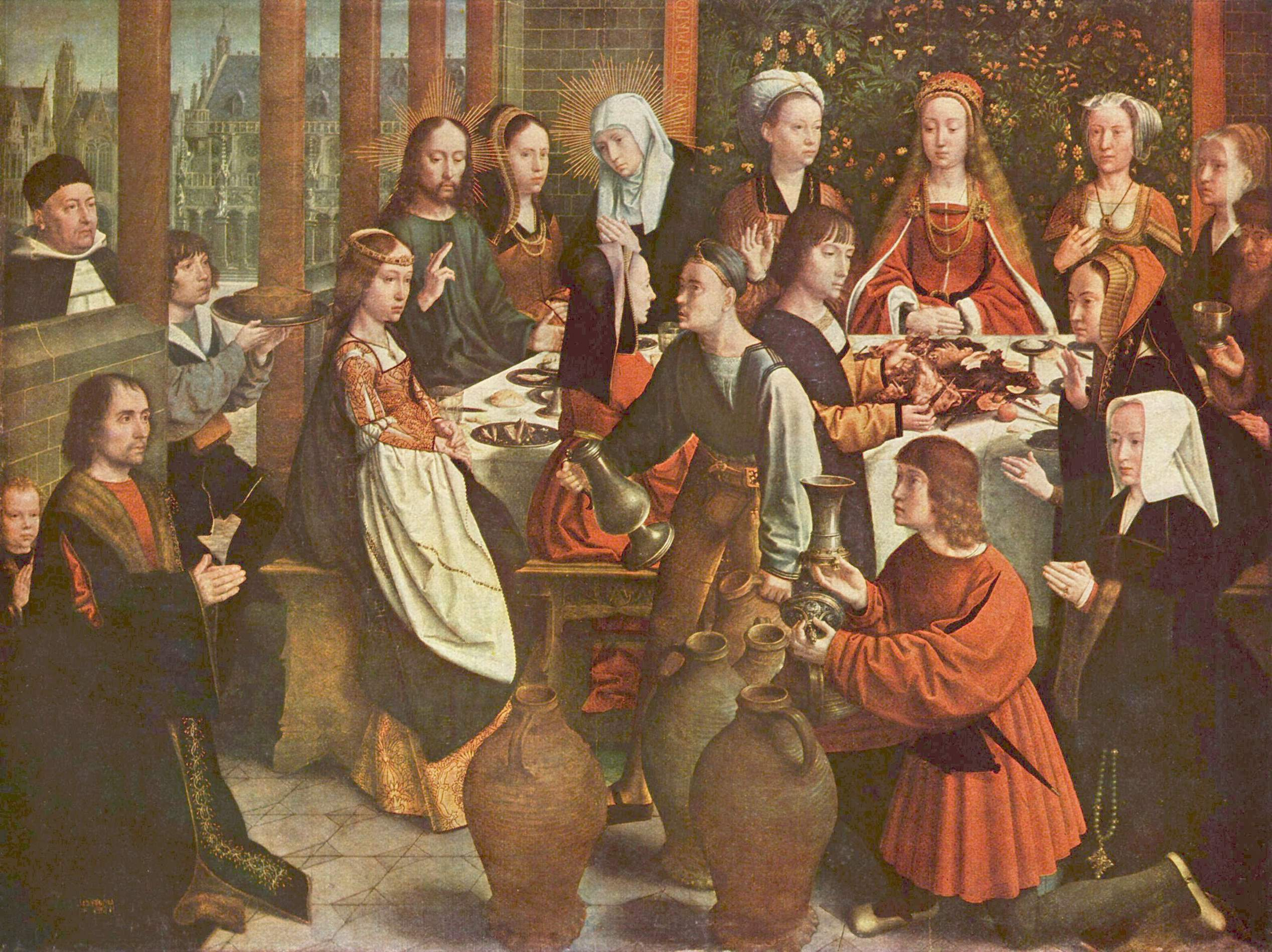
Cristo e Maria nas Bodas de Caná, por Gerard David, no Museu do Louvre. As bodas de Caná provavelmente seguiram os costumes do casamento judaico da época.

O Magistério da Igreja sempre tem ensinado assim e esta doutrina vem sendo repetida ao longo dos séculos de modo indiscrepante em vários concílios ecuménicos: II de Lyon, de Florença e de Trento e em muitos documentos pontifícios de várias épocas. A Igreja reconhece por isto que ele é uma vocação cristã e, para os esposos, caminho de santidade.

#### Fins
A união matrimonial do homem e da mulher, fundada e estruturada segundo leis próprias pelo Criador, segundo a Igreja, está ordenada para a comunhão e o bem dos cônjuges e à geração e educação da prole. Assim, a finalidade do matrimônio é, em primeiro lugar, a procriação e a educação dos filhos; em segundo lugar, a ajuda mútua entre os esposos e o remédio da concupiscência. O Gênesis (1,28) depois de narrar a criação do homem e da mulher, manifesta a finalidade da criação dos dois sexos: "Crescei e multiplicai-vos, e enchei a Terra".
Também o Concílio Vaticano II, o reafirma na Constituição Pastoral Gaudium et Spes (n. 50): "O matrimônio e o amor conjugal estão ordenados por sua própria natureza à procriação e educação da prole. Os filhos são, sem dúvida, o dom mais excelente do matrimónio e contribuem sobremaneira para o bem dos próprios pais."
João Paulo II, falando sobre os fins do matrimônio em discurso de 10 de outubro de 1984, n. 3, diz: ..."Com esta renovada formulação, o ensino tradicional sobre os fins do matrimónio e sua hierarquia fica confirmado."
Este fim do matrimónio inclui também a educação dos filhos, da qual os pais se não podem desinteressar, pois é um dever intrinsecamente unido ao fato de terem trazido filhos ao mundo.
De outro lado, o matrimónio não se dissolve se, de fato, os filhos não aparecem, uma vez que permanece a ordenação a eles do matrimónio enquanto tal. Seria erróneo considerar como fim primordial do matrimónio a "realização" ou perfeição dos esposos, que de resto, não conseguiriam se voluntariamente estancassem as fontes da vida. Esse fim, como os restantes, está compreendido na natureza do matrimónio, mas não no mesmo grau que o primeiro, ao qual essencialmente se subordina.— Papa Pio XII, alocução de 29 de Outubro de 1951.

#### Efeitos
O matrimónio estabelece os cônjuges num estado público de vida na Igreja. De acordo com a teologia sacramental católica, o efeito próprio do Matrimônio, enquanto instituição natural, é o vínculo entre os cônjuges, com as suas propriedades essenciais, a saber, a unidade e indissolubilidade. Este vínculo é exclusivo e perpétuo.
Enquanto sacramento produz efeitos sobrenaturais, quais sejam, o aumento da graça santificante e a graça sacramental específica, que consiste no direito de receber no futuro as graças atuais necessárias para cumprir devidamente os fins do Matrimónio e alcançar a santidade na vida conjugal, acolher os filhos responsavelmente e educá-los.
Por causa do primeiro pecado, o "pecado original", que provocou a ruptura entre criatura e Criador, a união matrimonial é muitas vezes ameaçada pela infidelidade e pela discórdia. Entretanto os casais têm graça de estado - a graça do sacramento - para viverem todas as virtudes humanas e cristãs da convivência matrimonial e familiar e perseverarem nesta união, como é do desígnio de Deus.

#### Propriedades
São propriedades essenciais do matrimônio a unidade e a indissolubilidade, a quais, em razão do sacramento, adquirem particular firmeza no matrimônio (Código de Direito Canônico, artigo 1 056).

#### Unidade
Pela sua própria natureza, o amor conjugal é "um amor fiel e exclusivo, até à morte. Assim o concebem o esposo e a esposa no dia em que assumem livremente e com plena consciência o compromisso do vínculo matrimonial. Fidelidade que por vezes pode parecer difícil, mas que sempre é possível, nobre e meritória: ninguém o pode negar. O exemplo de numerosos esposos através dos séculos mostra que a fidelidade não é apenas conatural ao Matrimónio, mas ainda manancial de felicidade profunda e duradoura" (Papa Paulo VI, Humanae vitae, n. 9). Portanto, tanto a poligamia como a poliandria atentam contra esta propriedade essencial.
É permitido contrair novo matrimónio uma vez dissolvido o vínculo anterior por morte de um dos cônjuges, isto se deduz das Epístolas de São Paulo em I Coríntios (7, 8 e 39), Romanos (7,3) e I Timóteo (5, 14).

#### Indissolubilidade
O vínculo matrimonial é, por instituição divina, perpétuo e indissolúvel, uma vez contraído, não se pode romper senão com a morte de um dos cônjuges. "Não separe o homem o que Deus uniu" (Mt. 19,6-9 e Mc. 10,9). O divórcio no Antigo Testamento havia sido admitido por Moisés "pela dureza do vosso coração, embora não tenha sido assim desde o princípio".
Esta doutrina foi sempre ensinada pela Igreja, que insistiu, no plano prático, no cumprimento jurídico e moral desta verdade exposta por Cristo (cf. Mt. 19, 3-9; Mc. 10, 1-2; Lc. 16, 18) e pelos Apóstolos (cf. I Cor. 6, 16; 7, 10-11; rom. 7, 2-3; Ef. 5, 31). A Igreja, por isto, declara que o Matrimónio não é obra dos homens, mas de Deus e, portanto, as suas leis não estão sujeitas ao arbítrio humano. (Pio XI, Casti Connubii, n. 3)
É dever fundamental da Igreja reafirmar fortemente a indissolubilidade do Matrimónio a todos aqueles que, nos nossos dias, consideram difícil ou até impossível que uma pessoa se vincule por toda a vida; e a todos os que são arrastados por uma cultura que rejeita a indissolubilidade matrimonial e que abertamente se ri do compromisso dos esposos à fidelidade, importa repetir o bom anúncio da perenidade do amor conjugal, que tem em Cristo fundamento e força.— Papa João Paulo II, Constituição Apostólica Familiaris consortio, n. 20.

#### Pecados contra o Matrimónio
Segundo o Compêndio do Catecismo da Igreja Católica, os pecados mais graves contra este sacramento são o adultério; a poligamia, esta porque atenta contra a igual dignidade de homem e mulher, contra a unicidade e a exclusividade do amor conjugal; a rejeição da fecundidade, que priva o casal do dom os filhos e o divórcio, que transgride a indissolubilidade.

#### Divórcio civil
O divórcio civil não dissolve o vínculo conjugal, mesmo que assim o estabeleça a lei, de tal modo que os divorciados não podem contrair novo matrimónio religioso válido, enquanto viva o primeiro cônjuge (excepto se o casamento foi canonicamente anulado).
Uma pessoa divorciada que tenha vida conjugal com outra pessoa está, para todos os efeitos eclesiásticos, em situação de adultério, razão pela qual não pode receber a absolvição sacramental nem se aproximar da comunhão eucarística enquanto perdurar esta situação (Compêndio n.349). Diversa pode vir a ser a situação do cônjuge "inocente" que não pediu e que não consentiu ilegitimamente com o divórcio e que se mantém célibe, neste caso pode vir a ser exemplo de fidelidade e coerência cristã (Familiaris consortio, n. 83).
Sobre esta matéria, Bento XVI, recolhendo o Magistério da Igreja (Sacramentum Caritatis, 29, Exortação Apostólica Pós-Sinodal) afirma:
Todavia os divorciados recasados, não obstante a sua situação, continuam a pertencer à Igreja, que os acompanha com especial solicitude na esperança de que cultivem, quanto possível, um estilo cristão de vida, através da participação na Santa Missa, ainda que sem receber a comunhão, da escuta da Palavra de Deus, da adoração eucarística, da oração, da cooperação na vida comunitária, do diálogo franco com um sacerdote ou um mestre de vida espiritual, da dedicação ao serviço da caridade, das obras de penitência, do empenho na educação dos filhos.
E ainda:
Enfim, caso não seja reconhecida a nulidade do vínculo matrimonial e se verifiquem condições objetivas que tornam realmente irreversível a convivência, a Igreja encoraja esses fiéis a esforçarem-se por viver a sua relação segundo as exigências da lei de Deus, como amigos, como irmão e irmã; desse modo poderão novamente abeirar-se da mesa eucarística, com os cuidados previstos por uma comprovada prática eclesial... evitando, em todo o caso, de abençoar essas relações para que não surjam entre os fiéis confusões acerca do valor do Matrimónio.

#### Separação de corpos
É admitida a separação de corpos ou separação física dos esposos quando a coabitação se torna, por motivos graves, praticamente impossível, embora a Igreja deseje e devam ser feitos esforços para que se dê a reconciliação ou que sejam afastados os motivos que a deram ensejo. No entanto, enquanto viverem não estão os esposos livres para contrair nova união, salvo em caso de declaração de nulidade do casamento pela legítima autoridade eclesiástica.

#### Relações pré-matrimoniais
Embora as relações pré-matrimoniais não sejam propriamente um "pecado contra o matrimónio" (teologicamente constituem outra espécie de pecado - pois o antecedem), diversas são as razões que se procura dar para as justificar, que vão desde obstáculos insuperáveis para o casamento até o desejo de melhor conhecimento mútuo. Quanto a isto, o Magistério da Igreja considera que o uso da função sexual só atende aos postulados da ética no âmbito do matrimónio legítimo e só ali obtém o seu verdadeiro sentido e a sua retidão moral.
A união carnal só pode ser legítima quando se estabeleceu uma definitiva comunidade de vida entre um homem e uma mulher (...) As relações sexuais pré-matrimoniais excluem, as mais das vezes, a prole, e o que se apresenta como amor conjugal não poderá desenvolver-se, como indefectivelmente deveria, num amor materno e paterno, ou, se eventualmente se desenvolve, será em prejuízo dos filhos, que se verão privados da convivência estável na qual haviam de poder realizar-se como convém e encontrar o caminho e os meios necessários para se integrarem na sociedade.— Declaração Persona Humana, sobre alguns aspectos da Ética Sexual, Congregação para a Doutrina da Fé, 29 de dezembro de 1975

#### Rito e celebração

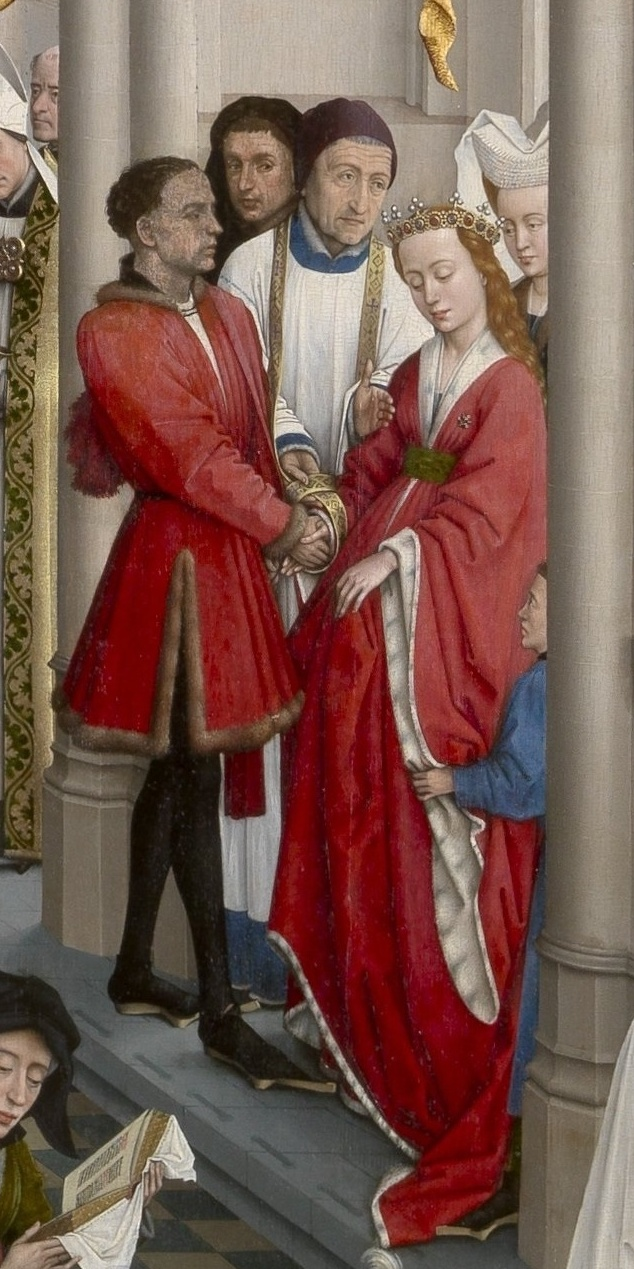
Rito do Sacramento do Matrimónio, do Tríptico de Rogier van der Weyden, no Museu Real de Belas Artes de Antuérpia

A celebração do casamento católico é pública, na presença do sacerdote ou da testemunha qualificada pela Igreja e das outras testemunhas. A idade mínima canónica para o matrimónio é para o homem a de dezesseis anos completos e para a mulher a de catorze anos completos.
É indispensável que haja manifestação livre e expressa por um homem e por uma mulher de se doar mútua e definitivamente com "o fim de viver de viver uma aliança de amor fiel e fecundo." O consentimento é indispensável e insubstituível, deve ser consciente e livre de constrangimentos e violência (Compêndio n. 344).
A Igreja Católica reconhece o casamento religioso com pessoas de outras religiões ou ritos mas considera que este acto deve ser ponderado com cuidado sendo obrigatória a autorização por parte de uma autoridade eclesiástica. A pessoa católica compromete-se a tudo fazer no seu poder para baptizar e educar os filhos na Fé Católica, sendo também no caso de casamentos entre religiões responsabilidade da pessoa católica garantir a livre conversão do parceiro para a fé cristã (Catecismo).
Vários países possuem regras em que são admitidos os chamados "efeitos civis" do casamento religioso. Isto significa que a celebração de um casamento religioso, uma vez declarada a sua existência ao oficial civil, teria a sua existência reconhecida pelo Estado como se fosse também um casamento civil.
Cada vez mais, no Ocidente, as Igrejas e denominações cristãs em razão do descompasso que se vai verificando entre as regras do casamento religioso e as do casamento civil, vão celebrando em âmbito distinto o casamento religioso e exigindo que as celebrações se façam de modo separado, de modo a demonstrar como maior nitidez as suas diferenças.
Certas práticas, como o divórcio civil e o segundo casamento civil, são inadmissíveis pela maioria das confissões cristãs, notadamente a Igreja Católica, e fazem com que a celebração religiosa cada vez mais seja distanciada da celebração civil, como uma providência de ordem prática para se evitar a confusão ou dúvida entre os participantes. Neste contexto, por exemplo, a exigência de a cerimónia ocorra dentro da Igreja paroquial e a vedação de que se realize em clubes, residências ou mansões para arrendar  têm sido uma constante em muitas dioceses católicas.

#### Igrejas católicas de rito bizantino
O sacramento do matrimónio, no rito bizantino, celebrado pela maioria das igrejas orientais católicas, costuma ser chamado de Sagrada Coroação, pois cada noivo recebe uma coroa em sua cabeça, representando a comunhão do casal com o Reino de Deus, a submissão a Ele, a vitória dos noivos sobre o pecado (o pecado da concupiscência), o sacerdócio comum que irão desempenhar em sua casa, que se transformou em igreja doméstica e a igualdade essencial de ambos.
Nas tradições das Igrejas Orientais, os sacerdotes, bispos ou presbíteros, são testemunhas do consentimento recíproco dos esposos, e é também necessária a benção deles para a validade do sacramento. (Catecismo da Igreja Católica, n. 1623)

#### Documentos da Igreja Católica
- Casti Connubii, Encíclica de Pio XI, sobre o matrimónio cristão, 1930.
- Gaudium et Spes, Constituição Pastoral do Concílio Vaticano II, 1965.
- Gravissimum Educationis, Declaração do Concílio Vaticano II, 1965.
- Humanae vitae, Encíclica de Paulo VI, sobre a regulação da natalidade, 1968
- Persona Humana, Congregação para a Doutrina da Fé, 1975.
- Familiaris Consortio, Exortação Apostólica de João Paulo II, sobre a família, 1981.
- Orientações Educativas sobre o Amor Humano, Congregação para a Educação Católica, 1983.
- Carta dos Direitos da Família, publicada pela Santa Sé, 1983.
- Donum Vitae, Instrução da Santa Sé sobre a dignidade da procriação, 1987.
- Catecismo da Igreja Católica, 1992.
- Veritatis Splendor, Carta Encíclica de João Paulo II, 1993
- Evangelium Vitae, Carta Encíclica de João Paulo II, sobre a inviolabilidade da vida humana, 1995.
- Dignitas Connubii, Instrução do Pontifício Conselho para os Textos Legislativos, 2005.
- Dignitas Personae, Instrução sobre algumas questões de bioética, 2008.

#### Nulidade
Para a Igreja Católica, o matrimónio é indissolúvel enquanto os cônjuges viverem. A Igreja, segundo o ensinamento desta denominação, não pode dissolver um matrimónio válido. Assim, vige sempre a regra segundo a qual a única ruptura possível é o óbito de qualquer um dos cônjuges.
Todavia, existem situações em que o casamento de facto nunca existiu, ou seja, que nunca foi abençoado por Deus, nomeadamente em casos em que um dos cônjuges casou não por vontade própria, mas por coerção ou por outras formas de intimidação ou engano. Através do competente tribunal eclesiástico, a Igreja julgará cada caso concreto, a fim de verificar se ocorreu as situações ou bases legais de nulidade do casamento. Se for verificado, baseado em provas suficientes, o tribunal eclesiástico declara a nulidade, ficando os cônjuges livres para convolar a novas núpcias. Um casamento também pode ser declarado nulo se este não for consumado.

#### Impedimentos
Chama-se impedimento o fato ou circunstância que torna uma pessoa incapaz, temporária ou definitivamente, de casar-se. Chamam-se de dirimentes os impedimentos cuja violação leva à invalidade ou nulidade do casamento; impedientes, ao contrário, tornam o casamento ilícito mas não significam a perda da sua validade. Os impedimentos podem ocorrer por: idade, impotência, vínculo matrimonial, diversidade de culto, ordem sacra, profissão religiosa, rapto, de crime, de consanguinidade, de afinidade, pública honestidade e por parentesco legal (Cânones 1 083 a 1 094 - Código de Direito Canônico).

### Protestantismo

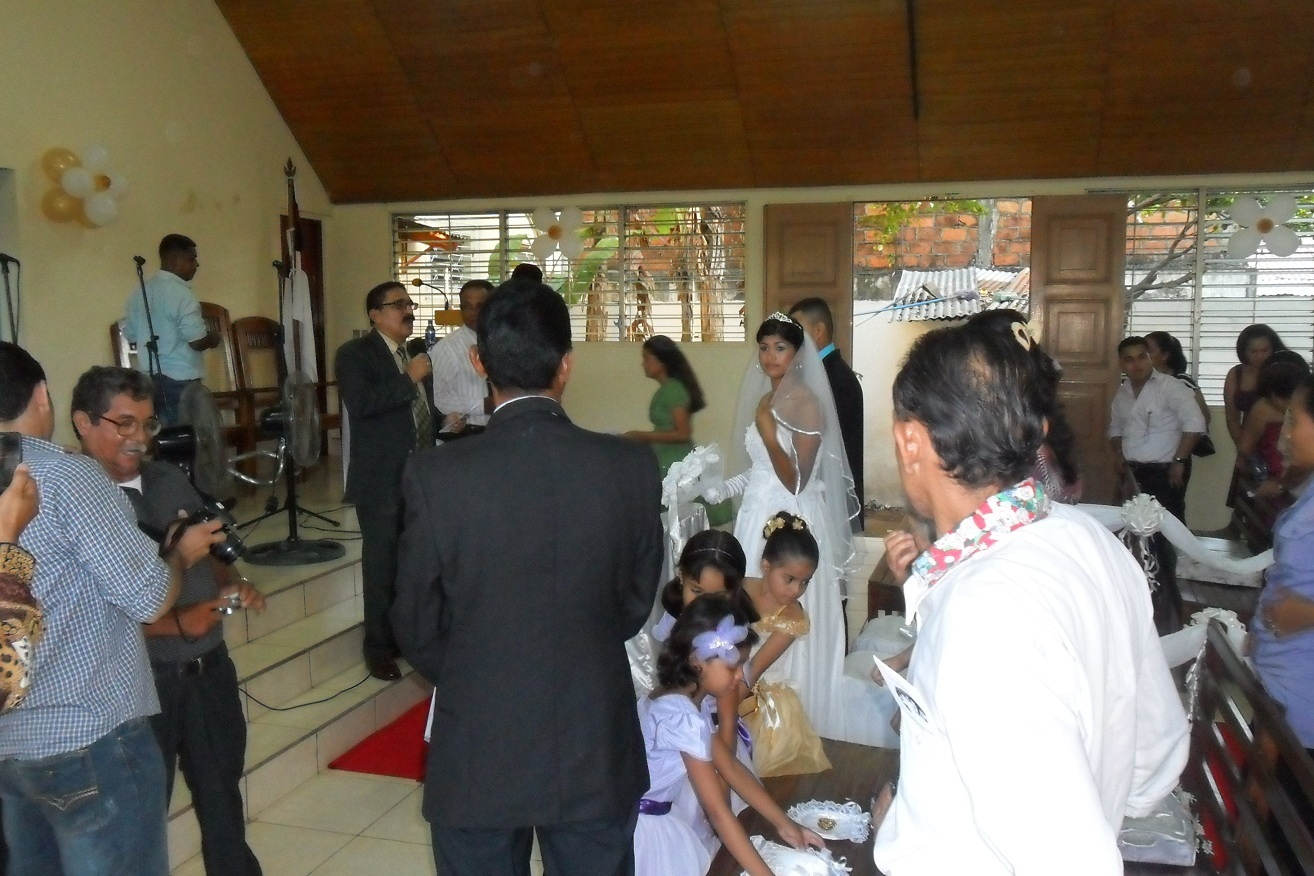
Cerimônia de casamento em Primeira Igreja batista de Rivas, Nicarágua, 2011

No Protestantismo e Cristianismo evangélico, o casamento é antes de tudo um ato civil resultante da escolha pessoal dos dois cônjuges. A cerimônia religiosa no templo significa a dimensão espiritual do amor conjugal, o casal colocando sua união diante de Deus e sob a autoridade de sua palavra.
A maioria das denominações permite planejamento familiar (contracepção) desde 1930 nos Estados Unidos. 

## Religiões afro-brasileiras
Nas religiões afro-brasileiras, o casamento é realizado pelo Babalorixá (pai-de-santo) e possui o mesmo valor legal do casamento civil. Geralmente, a cerimônia é realizada em praias.
No Candomblé Queto, por exemplo, o casamento gira em torno de três orixás: Oxóssi, Oxum e Oxalá, que simboliza a paz. Os noivos portam trajes brancos e se dirigem ao sacerdote, que, por sua vez, consagra a união do casal.

## Judaísmo
Alguns dias antes do casamento, a mulher toma um banho ritual. O casamento pode acontecer em qualquer lugar, mas geralmente acontece numa sinagoga, debaixo de um toldo (hupá), que simboliza o céu. A cerimônia é conduzida geralmente por um rabino. Os noivos compartilham um mesmo copo de vinho, simbolizando que irão dividir tudo o que a vida lhes trouxer. O noivo põe uma aliança no dedo da noiva e lhe entrega o ketubá, o contrato de casamento. O noivo quebra um copo com o pé, em memória da destruição do Templo de Jerusalém. Ocorre então uma grande festa comemorativa. O divórcio é permitido, devendo ser sancionado por um tribunal rabínico.

## Siquismo
O casal senta-se diante do livro sagrado Guru Granth Sahib enquanto o granthi explica os deveres conjugais. O casal então caminha ao redor do livro, enquanto é lido em voz alta o Lavan, texto do Guru Ram Das.

## Islamismo
No islamismo, a mulher só pode ter um marido, enquanto o homem pode ter até quatro esposas, desde que tenha condições econômicas de sustentá-las. No entanto, a poligamia é proibida atualmente em alguns países de maioria islâmica como a Tunísia e a Turquia. O marido deve pagar um dote à noiva, e este valor pertencerá à esposa, não podendo ser usado sem o consentimento desta: é uma forma de proteger a mulher. No norte da África, é praticada a mutilação genital feminina, embora ela não seja citada no Corão. A cerimônia de casamento pode acontecer na casa da noiva ou do noivo ou em uma mesquita. Geralmente, é presidida por um imame e inclui a leitura de trechos do Corão.

## Hinduísmo
A cerimônia de casamento no hinduísmo pode durar até doze dias, incluindo festas e rituais religiosos. O ritual central ocorre à noite, quando o casal dá sete passos em volta de um fogo sagrado, simbolizando os diferentes aspectos da vida a dois.

## Casamento religioso entre pessoas do mesmo sexo
As posições das Igrejas Cristãs são conservadoras ou liberais. As igrejas católica e ortodoxa se opõem. Algumas denominações anglicanas, protestantes e evangélicas celebram casamentos entre pessoas do mesmo sexo.
A esmagadora maioria (acima de 97% nos Estados Unidos e 99% no mundo de acordo com um estudo de 2002) das denominações cristãs são oficialmente contra o casamento (civil ou religioso) entre pessoas do mesmo sexo. No entanto a posição individual de cada membro é substancialmente diferente e, por exemplo, apenas 55% dos católicos no Estados Unidos são efectivamente contra o casamento civil entre pessoas do mesmo sexo segundo um estudo de 2003, no entanto apenas um número reduzido de estados reconhece legalmente esta situação no país.

## História do casamento religioso na Europa

### Fidelidade e adultério
Embora as regras do Direito Romano não digam respeito ao casamento religioso, no direito romano e nos primeiros tempos medievais o casamento é visto como uma forma de transmissão entre homens de direitos sobre propriedade e bens, incluindo nestes "bens" as mulheres. Esta visão era confirmada pelas punições por adultério: a mulher adúltera deveria ser executada por ter cometido um pecado, o homem adúltero deveria pagar à mulher uma indenização por ter violado os seus direitos de propriedade, a lei Iulia de adulteris (promulgada por Augusto) punia o adultério com a relegação e admitia morte da adúltera e do comparsa pelo pai daquela, quando colhidos em flagrante. Donde se pode concluir que o adultério em todas as suas formas já era tido por ato condenável.
Porém, muito antes mesmo do Direito Romano, a cultura judaica, esta sim do ponto de vista estritamente religioso, já prestigiava a fidelidade matrimonial e condenava o adultério. Nos Dez Mandamentos, os comandos "Não desejarás a mulher do próximo" e "Não pecarás contra a castidade" sintetizavam toda uma cultura voltada no sentido da fidelidade matrimonial e condenatória do adultério. Esta cultura foi incorporada no cristianismo e influiu fortemente na cultura judaico-cristã do Ocidente até os tempos modernos.
Segundo algumas opiniões, o casamento no Direito Romano não teria sido visto como uma união para toda a vida entre um homem e uma mulher, sendo comum na história sucessivos casamentos, mas estudos e fontes consagradas têm revelados fatos não exatamente desta forma: no Direito Romano são encontradas duas definições de casamento no Corpus Iuris Civilis. A primeira é atribuída a Modestino: "As núpcias são a união do homem e da mulher, o consórcio de toda a vida, a comunicação do direito divino e humano.", outra definição é a constante das Institutas em que é dito que as núpcias ou ''matrimônio, são a união do homem e da mulher, a qual encerra comunhão indivisível de vida."
Segundo algumas opiniões, em determinada época não precisada do início do cristianismo um homem que tivesse várias mulheres como amantes não teria problemas com a Igreja Católica da altura. Porém, além da fidelidade matrimonial ser mandato dos evangelhos e já constar dos Dez Mandamentos de tempos milenares da cultura judaica, foi a fidelidade matrimonial incorporada na religiosidade cristã desde o primeiro momento da sua doutrina. Desde os primórdios do cristianismo já se observava a regra da fidelidade no matrimônio, de fato a "Didaché", primeiro documento utilizado na catequese cristã já dizia:
E este é o segundo mandamento do ensinamento. Não matarás e não cometerás adultério, não serás corruptor de rapazes e não fornicarás, não roubarás, não terás tratos com a magia, nem farás feitiçarias, não matarás a uma criança com um aborto, nem matarás ao que nasceu (...)
O cristianismo introduziu a igualdade - que era negada pelos romanos - no matrimônio entre homem e mulher, segundo a Epístola de São Paulo, apóstolo (1 Cor. 7,3): "Que a mulher dê ao marido o que lhe deve, e o marido outro tanto (similiter) à mulher. Não é a mulher que tem direito ao seu corpo, mas o marido; e igualmente (similiter) não é o marido que pode dispor do seu corpo, mas a mulher." e ainda: "Seja como for, ame também cada um de vós sua mulher como a si próprio; e a mulher que respeite o marido" (Ef. 5,33). Também São Jerônimo (Epístola 87) no século IV dizia: "O que está proibido às mulheres está igualmente proibido aos homens."

### Presença do sacerdote
Embora, para a Igreja Católica a presença do sacerdote seja a regra, esta comporta certas exceções, mas desde tempo antigos como no direito anglo-saxão cristão ficou estabelecido:  "Nas núpcias, haverá sempre, por lei, um sacerdote, que, com a benção de Deus, unirá sua união a toda prosperidade."
Carlos Magno, por sua vez, também deixou estabelecido que nunca se deveria celebrar o matrimônio sem a presença do sacerdote inclusive chegou a afirmar que um matrimônio que não contasse com a benção do sacerdote deveria ser declarado inválido, esta posição não foi apoiada inteiramente pela Santa Sé. No Concílio de Trento (1545-1563) foi determinado que o casamento católico só seria válido quando celebrado por um padre e com duas testemunhas, como regra geral, admitidas as exceções previstas no direito eclesiástico.

### Celibato clerical
O Segundo Concílio de Latrão em 1139 proibiu  as mulheres e amantes dos padres e bispos embora o celibato dos clérigos já fosse uma prática comum, mas alguns o sustentam que por "outras razões".

### Sacramento
Na opinião de algumas pessoas só no século XII (mais precisamente em 1139) é que o casamento seria instituído como "sacramento" pela Igreja Católica, mas São Paulo já o chamava de Sacramentum magnum (Ef. 5,28-32) no século I e como sacramento foi tratado nos evangelhos e por todos os Padres da Igreja desde os primeiros séculos do cristianismo como sendo uma vocação que é um "dom de Deus" (1 Cor. 7,7). Além de São João Crisóstomo, há o ensinamento de Santo Agostinho de Hipona nas suas obras De bono conjugii e De nuptiis et concupiscentia. Na primeira obra (cap. xxiv em P.L., XL, 394), diz:

Entre todos os povos e todos os homens o bem que se garante pelo matrimônio consiste na descendência e na casatidade da fidelidade dos casados; mas, no caso do povo de Deus (os cristãos), consiste ademais na santidade do sacramento, por cuja razão se proíbe, inclusive depois da separação, casar-se com outro enquanto viva o primeiro cônjuge.
Igualmente, se têm Santo Ambrósio e Tertuliano, dentre outros, mas de igual peso se têm as antigas orações litúrgicas e neste ponto estão de acordo os Nestorianos, Monofisistas, Coptas e Jacobitas, por exemplo.

### Fins do Matrimônio
Segundo alguns, a união emocional entre os nubentes foi reconhecida pela Igreja Católica apenas em 1930 com a encíclica Casti Connubii, mesmo assim como "um efeito secundário", no Código Canónico de 1917 o matrimónio era ainda visto em primeiro lugar como uma forma de garantir a "procriação" e em segundo lugar para ajuda mútua e "evitar a promiscuidade" como ocorre no atual código canônico. Na verdade, a expressão "união emocional" nunca foi usada em nenhum documento da Igreja relativo ao matrimônio, com efeito está dito na encíclica "Casti Connubii" de Pio XI:
"12. Entre os benefícios do matrimônio ocupa, portanto, o primeiro lugar a prole. Em verdade, o próprio Criador do gênero humano, o qual, em sua bondade, quis servir-se do ministério dos homens para a propagação da vida, nos deu este ensino quando, no paraíso terrestre, instituindo o matrimônio, disse aos nossos primeiros pais e, neles, a todos os futuros esposos: 'crescei a multiplicai-vos e enchei a terra' (Gênesis, capítulo 1, versículo 28). Esta mesma verdade a deduz brilhantemente Santo Agostinho das palavras do Apóstolo São Paulo a Timóteo ([[Primeira Epístola a Timóteo, capítulo 5, versículo 14), dizendo: 'que a procriação dos filhos seja a razão do matrimônio o Apóstolo o testemunha nestes termos: eu quero que as jovens se casem. E, como se lhe dissessem: mas por quê?, logo acrescenta: para procriarem filhos, para serem mães de família'. (S. Agost. De bono conj. cap. XXIV, n. 32)."
Em 29 de Outubro de 1951, o Papa Pio XII sugere na sua Carta que os casados podem tomar a decisão moral de serem sexualmente activos mas de forma a evitarem a procriação desde que não utilizem contracepção "artificial" e apenas em situações em que tal seja justificável. Qualquer forma de esterilização e interrupção voluntária da gravidez são consideradas inaceitáveis:
Pode-se ser dispensado dessa prestação positiva obrigatória, mesmo por muito tempo e até pela duração inteira do casamento, por motivos sérios como aqueles que não são raros achar no que se chama «indicação» médica, eugênica, econômica e social. De onde se segue que a observância das épocas infecundas pode ser lícita sob o aspecto moral, nas condições realmente indicadas. Entretanto, se não há, à luz de um julgamento razoável e justo, condições semelhantes, quer pessoais quer decorrentes de circunstâncias exteriores, a vontade de evitar habitualmente a fecundidade da união, mas continuando a satisfazer plenamente sua sensualidade, só pode vir de uma falsa apreciação da vida e de motivos estranhos às regras da sã moral.— Discurso de Pio XII, às mulheres parteiras, em 29 de outubro de 1951.
Em 1965, o Papa Paulo VI, na sua encíclica Humanae Vitae, reafirma que qualquer forma de contracepção por meios artificiais é "uma desordem intrínseca", aceitando, no entanto, que podem utilizar a contracepção "natural" se existirem "motivos sérios para distanciar os nascimentos":
16. (...) Se, portanto, existem motivos sérios para distanciar os nascimentos, que derivem ou das condições físicas ou psicológicas dos cônjuges, ou de circunstâncias exteriores, a Igreja ensina que então é lícito ter em conta os ritmos naturais imanentes às funções geradoras, para usar do matrimônio só nos períodos infecundos e, deste modo, regular a natalidade, sem ofender os princípios morais que acabamos de recordar.